# Перуанська література
Перуанська література (або література Перу) — сукупність літературних творів, створена на території сучасного Перу. Розвивається як, переважно, іспанською мовою, так і мовою кечуа.

## Доколоніальний період

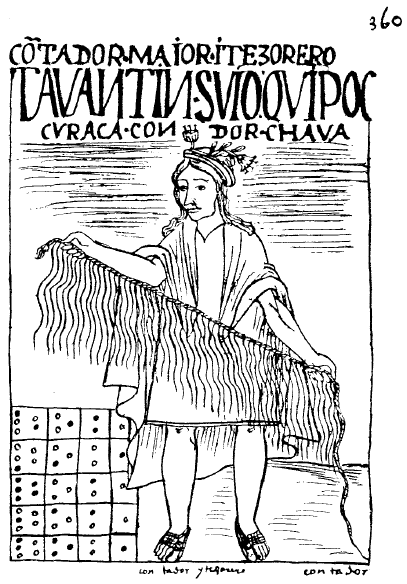
Зображення кіпу у «El primer nueva corónica y buen gobierno»

Мистецький доробок доіспанського періоду, особливо мистецтво часів імперії інків, майже невідомий. Іспанські хроністи відзначали існування усної літератури мовою кечуа, яка ділилася на придворну та народну. Придворна література, що розвивалася при імператорському дворі, вважалась офіційною. Її створювали амаута (вчителі) і кіпукамайо (бібліотекарі), що користувалися мнемотехнікою шнурків з вузликами кіпу.
Культивувалися три головні жанри: епічний, дидактичний та драматичний:
- Епічний жанр був представлений поемами, що виражали світогляд інків (міфи про створення світу, про потоп і про походження інків, легенди про Манко Капака і Маму Окльо).
- Дидактичний жанр включав байки, прислів'я та казки.
- Драматичний включав комедії та трагедії, якщо користуватися європейськими термінами, але насправді це були театральні вистави, в яких змішувалися танець, спів та літургія. Драма «Ольянтай», записана вже в колоніальну епоху, хоч і включає елементи, запозичені в іспанської драматургії, але в основі своїй сягає цього інкського театру.

Народна література стихійно виникала у сільській місцевості. Вона включає ліричний жанр, в якому поетичні твори поєднувалися з музикою та танцем і виконувались хорами, де чоловіки чергувалися з жінками. Два основні різновиди ліричного жанру — це харауї, інтимна любовна пісня, і хайллі, гімн радості, що виконувався з нагоди релігійних свят і воєнних перемог. Деякі з цих творів дійшли до нас у записах перших іспанських хроністів.

## Колоніальний період

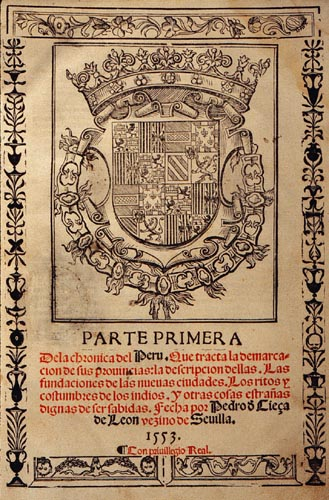
Перша сторінка «Хроніки Перу», 1553 р.

Колоніальна література Перу створювалася в період від XVI до початку XIX ст. на території, що в той час звалася віцекоролівством Перу. З іспанським завоюванням сюди прийшла кастильська мова та європейські літературні тенденції.
Першими зразками колоніальної літератури були хроніки, які являли собою суміш історії, нарису та роману. Перші хроніки, складені солдатами та секретарями військових експедицій, мали ще грубий та сухий стиль. Кращими хроністами Перу вважаються Педро С'єса де Леон (1518—1554), автор «Хроніки Перу» в 4-х частинах, та Інка Гарсіласо де ла Вега (1539—1616), метис, син іспанського завойовника та інкської аристократки, який у 1609 році в Лісабоні опублікував свої «Справжні коментарі про інків» — перший шедевр перуанської літератури, присвячений історії, культурі та звичаям інків та інших народів стародавнього Перу. Друга частина цієї книги, відома як «Загальна історія Перу» (видана посмертно в 1617 у Кордові), розповідає про завоювання Перу іспанцями та початковий період колонії.
Важливими культурними подіями стали заснування першого в Америці Королівського Університету Сан-Маркос у Лімі в 1551 р. і першої в Південній Америці друкарні. Першою друкованою книгою, опублікованою в Лімі, була «Християнська доктрина і Катехизис для освіти індіанців» трьома мовами: іспанською, кечуа та аймара. Література культивується в цей період в освічених колах, тісно пов'язаних із церквою. До цих кіл належав і Хосе де Акоста, автор книг «Паломництво Бартоломе Лоренсо» (1586), «Про природу нового світу» (1588) та «Природна та моральна історія Індій» (1590), в яких він, однак, не обмежується релігійними роздумами, а виявляє інтерес до життя корінних народів.
Література золотої доби Іспанії знаходить свій відбиток і в іспанській Америці, особливо в галузі ліричної та епічної поезії, що наслідувала класичні зразки (класицизм). Серед поетів-класицистів цього періоду можна навести Дієго де Охеда (? — 1615), автора першої в Америці епіко-містичної поеми «Христіада», і Дієго Мехіа де Фернанхіль (? — 1634), автор першої частини книги «Антарктичний Парнас» (1608).
На середину XVII ст. класицизм витісняється новим літературним напрямом — бароко. Представником перуанського бароко був Хуан де Еспіноса Медрано на прізвисько Лунарехо (? — 1688), автор релігійних п'єс, проповідей та «Апології дона Луїса де Гонгори, князя ліричних поетів Іспанії» (1662). Посмертно видано збірку його проповідей «Дев'яте диво». Хуан дель Вальє-і-Кав'єдес, сатиричний поет і побутописець, народився в Іспанії, але жив здебільшого в Перу. У своїх віршах він піддає своє соціальне середовище жорсткій критиці. Окрім цього пише й містичні вірші, пройняті духом каяття. Його твори було зібрано і видано лише через багато років після його смерті під назвою «Зубастий Парнас».
Від початку XVIII ст., коли в Іспанії встановилася династія Бурбонів, у зв'язку з чим іспаномовні письменники прагнуть «офранцузитися». Наслідуючи Французьку академію, віцекороль Перу маркіз де Кастель дос Ріос заснував Палацову Академію в Лімі. Серед її академіків виділяються: Луїс Антоніо де Ов'єдо-і-Еррера, граф де ла Гранха (1636—1717) — поет і драматург, автор книг «Життя св. Рози» (1711) та «Священна поема пристрасті» (1717); Хосе Бермудес де ла Торре-і-Сольєр (1661—1746) — юрисконсульт та ректор Лімського університету, автор поеми «Телемах на острові Каліпсо»; Педро Перальта-і-Барнуево (1664—1743) — вчений-ерудит, автор епічної поеми «Заснування Ліми» та творів для театру.
Бароко змінюється неокласицизмом, тобто поверненням від надмірної ускладненості до класичної простоти. З ним приходить і дух ліберальних ідей, що виникли у Франції, які в майбутньому вплинуть на розвиток латиноамериканської революції. У другій половині XVIII ст. значною фігурою в перуанській літературі виступав Пабло де Олавіде (1725—1803) — письменник, перекладач, юрист і політик, який народився в Лімі, але розвивав свою літературну діяльність в Іспанії. За свої ліберальні ідеї він був звинувачений у єресі та ув'язнений інквізицією до тюрми, але згодом замирився з церквою. Тим часом у Перу розвивається сатирична література, близька до костумбризму. Монах Франсіско дель Кастільо (1716—1770) був автором таких сатиричних п'єс, серед яких виділяються «Завоювання Перу», «Мітрідат, цар Понтійський» та інтермедія «Про суддю та сутяги». Інші сатирики цього періоду — Алонсо Карріон де ла Вандера (1714—1783), автор книги «Поводир сліпих мандрівників», що розповідає про подорож від Ліми до Буенос-Айреса, та Естебан Терралья-і-Ланда, сатиричний поет, автор книги «Ліма всередині та зовні» (1797).

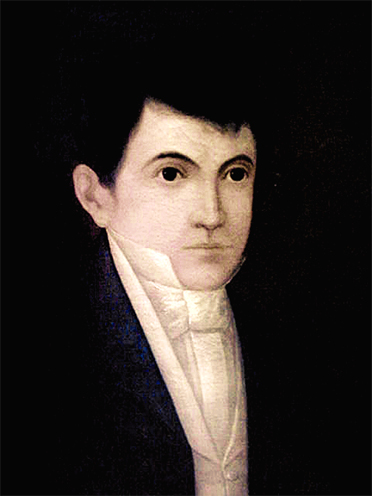
Поет Маріано Мельгар

Останній період колоніальної літератури — це рубіж XVIII та XIX століть, епоха Емансипації, тобто зародження перуанської національної самосвідомості. Подібно до французьких енциклопедистів, на чолі цього процесу стали редактори першого великого американського часопису «Перуанський Меркурій», які створили «Патріотичне Товариство» (Sociedad de Amantes del País): Іполіто Унануе, Торібіо Родрігес де Мендоса, Хосе Бакіхано-і-Карріо.
Лірикою виділяється Маріано Мельгар (1791—1815) з міста Арекіпа, у віршах якого вбачається романтизм і поєднується культурна поезія з індіанськими народними піснями. Він взяв участь у боротьбі за незалежність і був розстріляний у 1815 році, а дві збірки його віршів були видані посмертно: «Лист Сільвії» (1827) та «Вірші» (1878). Інший поет епохи Емансипації — Хосе Хоакін Ольмедо (1780—1847), що народився в Гуаякілі, був депутатом першого Конгресу Республіки Перу та послом в Англії. Його основний твір — «Ода на перемогу при Хуніні», епічна поема в стилі неокласицизму, що оспівує перемогу Болівара у Хунінській битві. У сфері політичної літератури виділяється Хосе Фаустіно Санчес Карріон (1787—1825), захисник системи республіканського правління та автор «Листа Сайянського відлюдника». Варто згадати також лімського священника Хосе Хоакіна де Ларріва (1780—1832), дуже «їдкого» сатиричного поета та журналіста.

## Республіка. XIX століття
Першими літературними напрямами незалежного Перу були костумбризм і романтизм, але невдовзі розвинувся і реалізм.

### Костумбризм

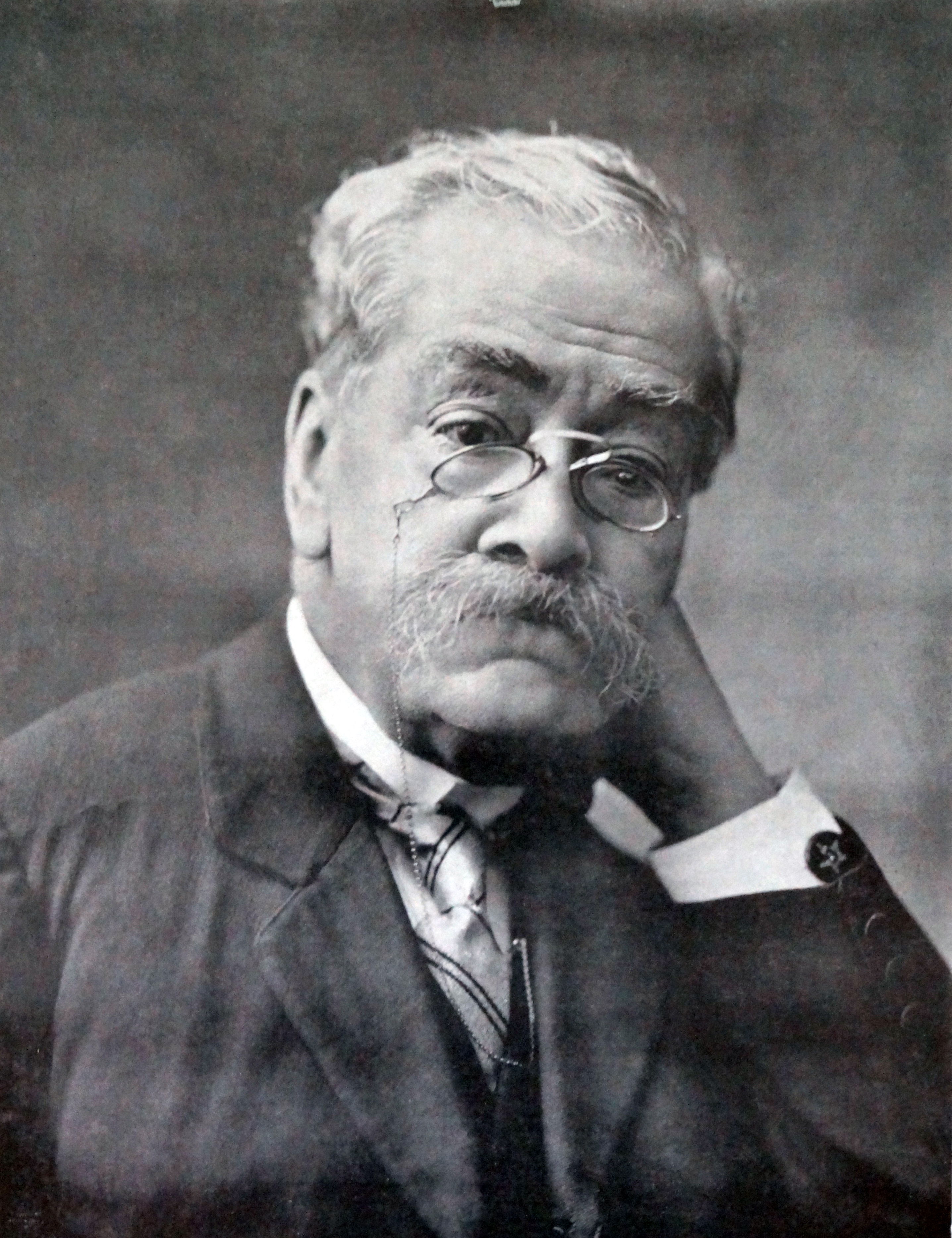
Рікардо Пальма

Костумбризм був літературною течією, чиї представники приділяли першорядну увагу звичаям і традиціям народів, або схвалюючи їх, або ж критикуючи та висміюючи. Перуанський костумбризм зародився близько 1830 і тривав до 1850-х років. До цього періоду належать два сатиричні поети та драматурги. Перший — Феліпе Пардо-і-Альяга (1806—1868), який суворо засуджував перуанську дійсність у своїх комедіях («Плоди освіти», «Сиротка в Чоррільосі» та «Дон Леокадіо та річниця Аякучо»), статтях («Мандрівка» та інші) та епіграмах. Він вважав народні звичаї варварськими та потворними та критикував політиків за амбітність та брак патріотизму. Другий представник костумбризму Мануель Ассенсіо Сегура (1805—1871), на відміну від аристократа та консерватора Пардо-і-Альяга, виступав за демократичні цінності, що відбивалося у його комедіях характерів. Він написав 17 п'єс, зокрема «Кицька», «Сержант Кануто» та «Три вдови». Близькою до костумбризму є також творчість Рікардо Пальми (1833—1919), автора «Перуанських переказів», в якому він оповідає історію Ліми та Перу інкської, колоніальної та республіканської епохи, поєднуючи елементи справжньої історії з власними вигадками.

### Романтизм
Романтизм прийшов із Європи до Перу із запізненням — зародився на початку 1850-х років, і тривав до кінця століття, поступившись місцем реалізму. Поетами-романтиками були вже згадуваний Рікардо Пальма, чиї вірші відрізняються глузливим ставленням до деяких аспектів реальності, і Карлос Аугусто Салаверрі (1830—1891), позашлюбний син президента Перу Феліпе Сантьяго Салаверрі, розстріляного в 1836 році. Поезія Салаверрі зібрана в чотирьох книгах: «Діаманти та перли», «Світанки й сяйво», «Листи ангелу» й «Таємниці могили». Його віршам притаманна меланхолійна ніжність, пристрасть і песимізм.

### Реалізм і натуралізм

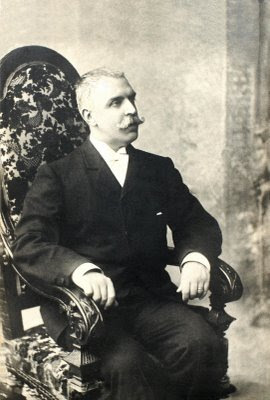
Мануель Гонсалес Прада

Після Тихоокеанської війни (1879—1883) почався рух проти романтизму, який представляв Мануель Гонсалес Прада (1844—1918) — автор книг «Вільні сторінки» та «Години боротьби». У своїх творах він піддає критиці політиків, відповідальних, на його думку, за поразку у війні. Окрім цього він критикує релігійні установи й літераторів-сучасників. Його поезія стояла у витоках модернізму.
Характерною рисою цієї епохи було виникнення групи жінок-письменниць, чимало з яких, втративши своїх чоловіків та синів на війні, були змушені самі заробляти на життя. Вони писали романи, які можна визначити як реалістичні. Так, Мерседес Кабельо де Карбонера (1845—1909) написала 6 романів, з яких найбільшим успіхом користувалися «Бланка Соль» (1888), «Наслідки» (1890) і «Змовник» (1892). Вона також писала численні статті та нариси на літературні та соціальні теми, виступаючи, зокрема, за емансипацію жінок. Залишившись несприйнятою і зазнавши нападок з боку авторів-чоловіків, вона закінчила свої дні у психіатричній лікарні. Клоринда Матто де Турнер (1852—1909), романістка і журналістка з міста Куско, стала провісницею індіхенізму. Її роман, «Птахи без гнізда», розповідає про індіанця, який страждає від зловживань релігійної та політичної влади. Марія Ньєвес-і-Бустаманте (1861—1947) з Арекіпи — авторка історичного роману «Хорхе, син народу» (1892) про громадянську війну 1856—58 рр.

## XX століття

### Модернізм

Хосе Сантос Чокано

Модернізм розвивався в Перу, починаючи з поеми «До кохання» Мануеля Гонсалеса Пради, опублікованої в газеті «Ель Комерсіо» в 1867 році, де поєднуються різні поетичні жанри європейського походження. Цей напрямок незабаром поширився по всій Латинській Америці, породивши таких поетів, як Хосе Марті на Кубі, Рубен Даріо в Нікарагуа, Леопольдо Лугонес в Аргентині тощо.
Розквіту в Перу модернізм досяг пізніше, на початку XX століття. З його представників виділяється поет Хосе Сантос Чокано (1875—1934), чия епічна поезія, сповнена описів пейзажів, близька до творчості Волта Вітмена. Він писав і ліричні інтимні вірші. Його основні твори: «Святий гнів», «На селі», «Правічна сельва», «Пісня століття», «Хай буде світло», «Золото Індій». Його життя було багате на пригоди. У період правління диктатора Аугусто Легії він посварився з молодим письменником Едвіном Ельмором і в пориві гніву застрелив його впритул. Після короткого тюремного ув'язнення він поїхав до Чилі, де своєю чергою був убитий невідомим «божевільним», за деякими джерелами.
Одним з відгалужень перуанського модернізму стало так зване покоління 1900 року, представники якого писали елегантну прозу, заглиблюючись у коріння національної історії та схиляючись до ідеалізму (Тамайо Варгас, Віктор Андрес Белаунде, Вентура Гарсія Кальдерон тощо). Серед авторів можна відзначити поета Хосе Маріа Егурен (1872—1942), який своїми книгами «Пісня фігур» та «Символіки», близькими до символізму, проторував шлях до оновлення перуанської поезії.

### Авангардизм

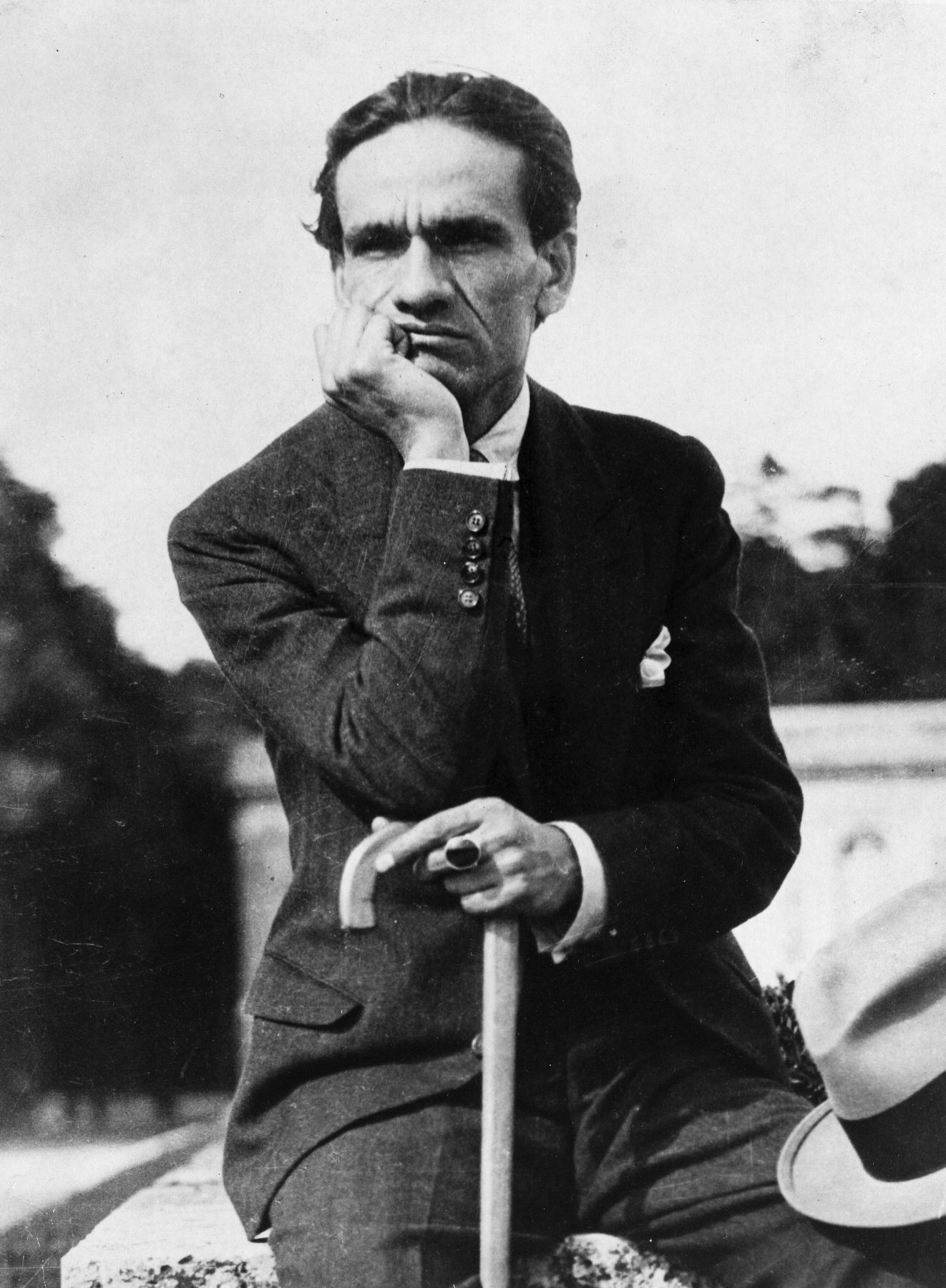
Поет Сесар Вальєхо

До 1920 модернізм був панівним напрямом у перуанській прозі та в поезії, але починаючи від 1915 року в національну літературу ще допоки несміливо входить літературний авангардизм. У поезії його найбільшим представником є Сесар Вальєхо (1892—1936), автор збірок «Чорні герольди» (1916) та «Трільсе» (1922) з їхньою новаторською мовою та сумними роздумами про людське життя. У 1923 році він поїхав до Європи й більше в Перу не повертався. Іншим визначним поетом Перу в першій половині XX століття був Мартін Адан (1908—1985), лірика якого вирізнялася герметизмом та метафізичною глибиною.
У прозі — Абрахам Вальделомар (1888—1919), який писав оповідання, романи, п'єси, вірші, статті та нариси; його оповідання — це зворушливі історії про життя провінційних міст. У театрі домінують комедії Леонідаса Йєрові (1881—1917), а пізніше — соціально-викривальні п'єси Сесара Вальєхо. Великий вплив на розвиток суспільної та літературної думки Перу в ці роки мали часопис «Amauta» (1926—1930), що видавав літературознавець-марксист Хосе Карлос Маріатегі, та його праця «Сім нарисів тлумачення перуанської дійсності».

### Індіхенізм

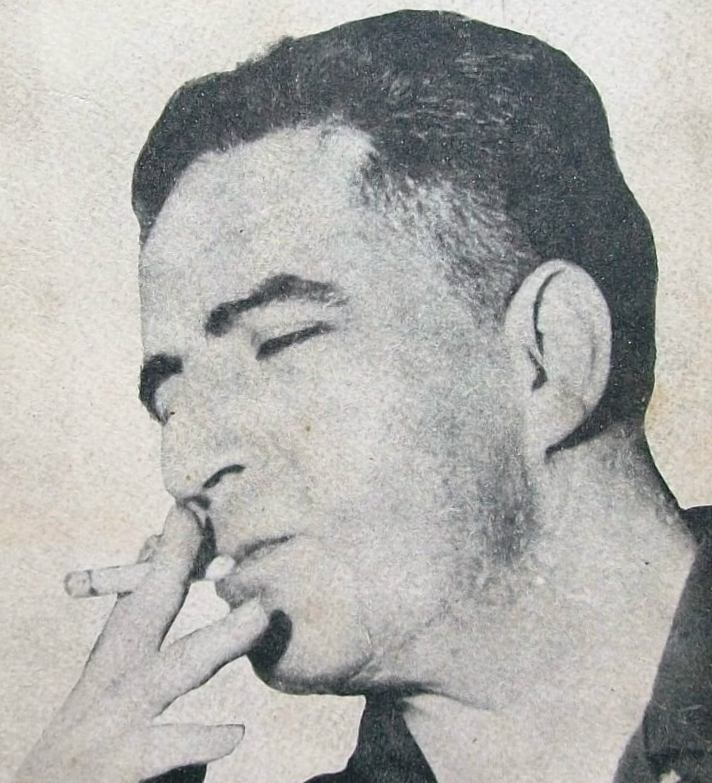
Письменник Сіро Алегрія

Індіхенізм — літературний напрям, головною темою якого є життя корінного населення Перу — індіанців. Воно почалося з оповідань Енріке Лопеса Альбухара (1872—1966) і продовжилося романами Сіро Алегрії (1909—1967): «Золота змія» (1935), «Голодні собаки» (1939) і «У великому і чужому світі» (1941). Максимального вираження ця течія досягла у творчості Хосе Марія Аргедаса (1911—1969), автора книг «Вода», «Свято Йавар», «Діаманти та кремні», «Глибокі річки», «Шостий», «Агонія Расу Ньїті», «Вся кров» і «Лис зверху та лис знизу». Завдяки своєму спілкуванню з індіанцями у дитинстві, він зумів засвоїти їхні уявлення про мир та життєвий досвід.

### Покоління 50-х
Оновлення перуанської прози починається з так званого «покоління 1950-х». Література цього періоду розвивалася під помітним впливом європейського (Джойс, Кафка) та американського (Фолкнер) авангарду. До цього покоління належать Хуліо Рамон Рібейро (1929—1994), Карлос Едуардо Савалета (1928—2011), Елеодоро Варгас Вікунья (1924—1997) та Маріо Варгас Льйоса (*1936). Вони приділяють особливу увагу життю бідних міських кварталів і маргінальних верств населення, що утворилися в результаті масової міграції із сільської місцевості до міст (збірки оповідань Рібейро «Безпері круки», Енріке Конграйнса «Ліма, нульова година» та його ж роман «Не одна, а багато смертей», а також перші оповідання Варгаса Льйоси). Поряд із прозаїками, виникає і група поетів (Алехандро Ромуальдо, Вашингтон Дельгадо, Карлос Херман Бельї, Пабло Гевара), які захопилися марксизмом і екзистенціалізмом й висловлюють соціальний протест. Близькі до них і так звані «Поети народу», пов'язані з апристською партією (Peruvian Aprista Party, PAP), заснованою Віктором Айя де ла Торре (Густаво Валькарсель, Мануель Скорса, Хуліо Гаррідо Малавер).

### Покоління 60-х

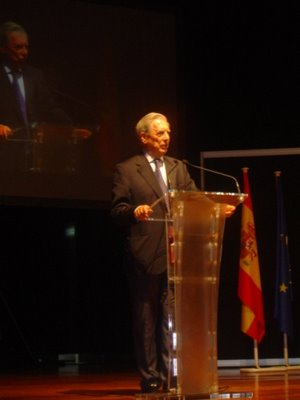
Маріо Варгас Льйоса

До покоління 60-х років належали поети Луїс Ернандес (1941—1977), Хав'єр Ерауд (1942—1963), Антоніо Сіснерос (1942—2012) та прозаїки Освальдо Рейносо (1931—2016), Мігель Гутьєррес (1940—2016), Едуардо Гонсалес Віанья (*1941), Альфредо Брайс (*1939) та Едгардо Рівера Мартінес (1933—2018). Вони розглядають літературу як засіб розвитку класової свідомості. Після перемоги кубинської революції, більшість перуанських інтелектуалів прагнула такої ж революції у своїй країні, яка знищила б старий олігархічно-феодальний устрій. Деякі навіть переходили до практичних дій — Ерауд, наприклад, загинув у 1963, беручи участь у спробі розгорнути партизанську війну в сельві, а Гутьєррес і Рейносо заснували журнал, який проповідував маоїстські ідеї. У це десятиліття з'являються перші романи Маріо Варгас Льйоса (1936—2025): «Місто і пси» (1963), заснований на спогадах про навчання у військовій академії та протест проти жорстокості й насильства; «Зелений дім» (1966), що оповідає про борделі, але містить елементи лицарського роману; повість «Щенята» (1967), що виражає протест проти тотальної несправедливості перуанського суспільства.

### Покоління 70-х
У 1970-ті роках були засновані журнали «Естасьйон Реуніда» та «Ора Зеро», які збирають навколо себе нове покоління молодих письменників, таких як Хосе Росас Рібейро (1949—2023), Туліо Мора (1948—2019), Хуан Рамірес Руїс (Juan Ramírez Ruiz, 1946—2007), Хорхе Піментель (Jorge Pimentel Vásquez, *1944), Енріке Верастегі (Enrique Verástegui, 1950—2018) тощо. Для них характерний крайній лівий радикалізм, розрив з попередньою літературною традицією та використання народно-розмовної мови у поезії.
У 1974 виникає інша група поетів, що приділяють більше уваги формі вірша, ніж змісту (Маріо Монтальбетті, Хуан Карлос Ласаро, Карлос Лопес Дегрегорі тощо). Проза розвивається під впливом контркультури та руху хіпі. Варгас Льйоса видає романи «Капітан Панталеон і Рота добрих послуг» (1973) та «Тітонька Хулія та писака» (1977).

### 80-ті—90-і роки
У 80-ті роки приходить «епоха перебудови», останніх років холодної війни, економічної кризи та тероризму. У прозі з'являються перші книги оповідань Альфредо Піта (Alfredo Pita, *1948) «Незабаром сутеніє», Гільєрмо Ніньйо де Гусмана (*1955) «Опівнічні коні» та Алонсо Куето (Alonso Cueto, *1954) «Битви минулого».
У 1981 році виходить друком твір Варгаса Льйоси — історичний роман «Війна кінця світу», дія якого відбувається в Бразилії наприкінці XIX ст. У селищі Канудос склалася релігійна громада, яка скасувала приватну власність. Уряд направив проти неї війська і жорстоко придушив цей виступ.
Поезія цього часу, відмовившись від бунтівних устремлінь, знову стає спокійною та врівноваженою (Хосе Ватанабе та інші). Розвивається жіноча поезія феміністського спрямування (Джованна Полларолло, Росіо Сільва Сантістебан, Роселла Ді Паоло).
У 90-ті роки з'являється естетсько-індивідуалістичний напрямок у поезії, тоді як проза, як і раніше, приділяє першорядну увагу молоді з бідних кварталів (так званий «брудний реалізм»). З іншого боку, деякі письменники культивують естетизм: Іван Тайс (*1968) «Фотографії Френсіса Фармера», Патрісія де Соуса (*1964) «Коли настане ніч» тощо. Освальдо Рейносо і Мігель Гутьєррес, які повернулися до Перу після тривалого перебування в комуністичному Китаї. Рейносо публікує новелу «У пошуках Аладіна» і роман «Безсмертні євнухи», в яких відкидається ідеал класової боротьби в ім'я пошуку утопії юної краси, яка, однак, не суперечить ідеї справедливості. Гутьєррес, своєю чергою, випускає роман у більш ніж в тисячу сторінок, «Насильство часу» (1991) — сімейну сагу роду Вільяр, яка починається від першого Вільяра, дезертира з іспанської армії часів війни за незалежність, і закінчується Мартіном Вільяром, від особи якого ведеться розповідь — студентом, а потім сільським учителем. У романі відчувається вплив великих латиноамериканських прозаїків XX ст. (Борхеса, Хуана Рульфо, Гарсіа Маркеса та Маріо Варгаса Льйоси), а також «Людської комедії» Бальзака.

## XXI століття

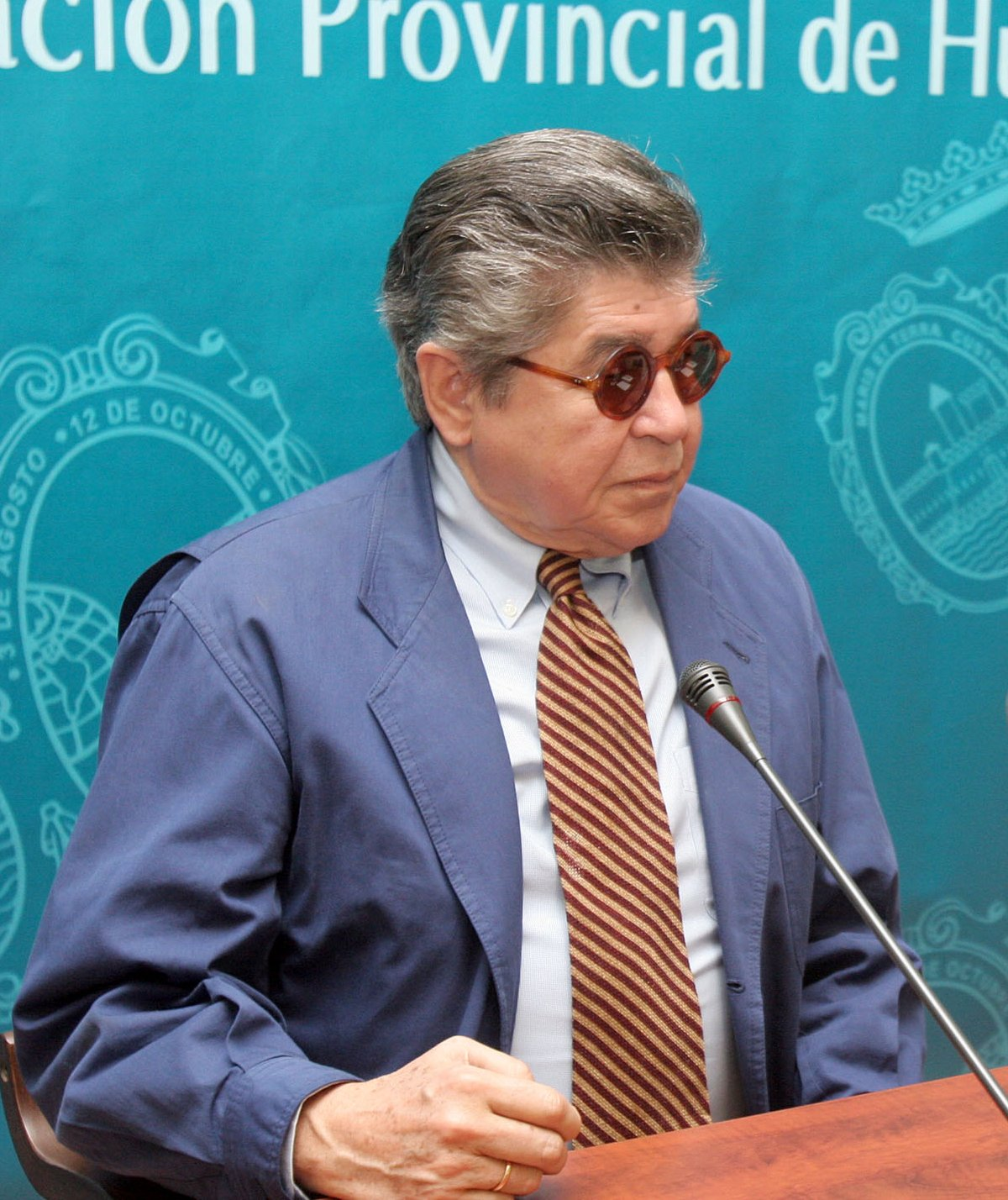
Альфредо Брайс Еченіке

У 1999 р. роман Альфредо Піта «Відсутній мисливець» завоював премію «Las dos orillas» («Два береги»), що надається Книжковим салоном м. Хіхон (Іспанія). Книга була перекладена та опублікована у п'яти європейських країнах. У 2002 письменник Альфредо Брайс Еченіке отримав премію «Planeta», що вручається однойменним іспанським видавництвом, за свій роман «Сад моєї коханої». Наступного року (2003) другий роман Сантьяго Ронкальйоло (*1975) «Сором» стає одним із чотирьох фіналістів премії «Herralde». У 2005 Хайме Байлі (*1965), стає фіналістом премії «Planeta», а Алонсо Куето отримує премію «Herralde» за роман «Синя година».У 2008 Іван Тайс входить до фіналістів «Herralde» за роман «Містечко, що зветься Собаче Вухо. У 2010 році Маріо Варгасу Льйосі вручили Нобелівську премію з літератури.